# Jurinella lutzi
Jurinella lutzi es una especie de mosca perteneciente a la familia Tachinidae. Se encuentra en Norteamérica.